# Антонио Бурбон-Сицилийский
Антонио Паскаль Бурбон-Сицилийский, граф ди Лечче ((итал. Antonio Pasquale di Borbone, Principe di Borbone delle Due Sicilie), 23 сентября 1816, Палермо, Королевство Сицилия — 12 января 1843,  Поццуоли, Королевство Обеих Сицилий) — принц Королевства Обеих Сицилий, титулярный граф ди Лечче, сын короля Франциска I и Марии Изабеллы Испанской.

## Биография
Антонио Паскаль родился 23 сентября 1816 года в Палермо и стал седьмым ребенком и четвертым сыном в семье наследного принца Сицилийского и Неаполитанского Франциска и его супруги Марии Изабеллы Испанской, дочери короля Испании Карла IV и Марии Луизы Пармской. Всего в семье было 12 детей, включая Фердинанда II — будущего короля Обеих Сицилий, Марию Кристину — королеву Испании и Терезу Кристину — императрицу Бразилии. В то время королевством правил его дед со стороны отца, король Фердинанд I, который дал при рождении своему внуку титул графа ди Лечче. 
В 1825 году после смерти Фердинанда, отец Антонио взошел на престол. В 1830 году принц сопровождал своих родителей в поездке по Испании, Италии и Франции. Во время этого путешествия сестра принца Мария Кристина вышла замуж за короля Испании Фердинанда VII. Отец умер через несколько месяцев и трон унаследовал брат Антонио. 
Во время правления своего брата, граф ди Лечче вёл разгульный образ жизни, подобно своим братьям. В 1837 году король хотел женить его на Луизе Марии Терезе, дочери Шарля Фердинанда, герцога Беррийского, которая приходилась ему племянницей (мать принцессы, Мария Каролина Бурбон-Сицилийская была дочерью отца Антонио от первого брака с Марией Клементиной Австрийской). Брак так и не состоялся, а Луиза Мария Тереза позже вышла замуж за герцога Пармского.
В 1842 году, когда Антонио было 26 лет, его схватил паралич. Вдобавок к этому он заразился холерой. Принц имел небольшой дом в Джульяно-ин-Кампанья, используя его для своих романтических приключений, куда он приглашал своих любовниц. В конечном счете эти увлечения свели принца в могилу. 12 января 1843 года Антонио был сильно избит мужем одной из своих любовниц. Скончался в тот же день. Преступлению не давали огласки, чтобы не вызывать семейный скандал. Похоронен в Санта-Кьяра, Неаполь.